# 本庄知史
本庄 知史（ほんじょう さとし、1974年10月22日 - ）は、日本の政治家。立憲民主党所属の衆議院議員（2期）。

## 経歴
京都府京都市出身。京都市立日吉ヶ丘高等学校卒業。
2000年、国会議員政策担当秘書試験に合格。同年10月、衆議院議員の岡田克也の秘書に採用される。2001年、東京大学法学部卒業。政策担当秘書、外務大臣秘書官、副総理秘書官を務める。
2015年1月、岡田が民主党代表に復帰。本庄は岡田の政策秘書となる。

### 2021年衆議院議員選挙
2019年、旧立憲民主党の衆議院議員選挙候補者公募に応募。同年11月12日、同党は次期衆院選の千葉8区に本庄を擁立すると発表した。
2020年2月17日、れいわ新選組が千葉8区に元衆議院議員の太田和美を擁立すると発表。同年10月23日、日本共産党は同選挙区に党東葛地区委員長の高橋敏を擁立すると発表。
2021年9月10日、太田は記者会見し、衆院選出馬を取りやめ、任期満了に伴う柏市長選挙に立候補する意向を表明。衆院選では立憲民主党の本庄を応援すると述べた。同年10月13日、日本共産党は衆院選に向け、立憲民主党と競合する22の選挙区で候補者を取り下げる方針を発表。その中には千葉8区も含まれ、高橋は立候補を見送り、野党一本化が実現した。
同年10月31日の第49回衆議院議員総選挙に千葉8区から立憲民主党公認で立候補。開票の結果、小選挙区で自由民主党の桜田義孝を破り、初当選を果たした（桜田も比例南関東ブロックで復活当選）。
同年11月7日付で党千葉県連副代表に就任。
2024年9月23日に実施された代表選挙では野田佳彦の推薦人に名を連ねた。
同年10月27日の第50回衆議院議員総選挙で2選。

## 政策・主張

### 憲法
- 憲法改正について、2021年のアンケートで「どちらかといえば反対」と回答[13]。
- 憲法9条への自衛隊の明記について、2021年のアンケートで「どちらかといえば反対」と回答[14]。
- 憲法を改正し緊急事態条項を設けることについて、2021年の毎日新聞社のアンケートで「反対」と回答[15]。

### 政治資金
- 2024年5月20日、立憲民主党は、自民党の政治資金パーティー収入の裏金問題を受け、政治資金パーティーを全面的に禁止し、違反した場合は罰則を科すとした法案を提出[16]。法案提出者に名を連ねた本庄は衆院政治改革特別委員会において、「政治資金パーティーを禁止することが信頼回復のための唯一最大の方策だ」と述べ異議を強調した[17]。一方で24日の質疑では自民党の山下貴司元法務大臣が、立憲民主党の安住淳国対委員長が4月にパーティーを行っていたほか、岡田克也幹事長もパーティーを予定していると指摘し、「法律が通らなければ（パーティーを）やり続けるのか」と質問[18]。本庄は「2つのパーティーは現行法に基づいて適法に行われている」とし、「政治資金や選挙に関するルールは、各党、各議員、各候補者にとって同一、同等の条件であるべきだ」として禁止法案の成立・施行前に所属議員にパーティー自粛を求めないのが立憲の方針だと反論した[19]。しかし、25日に岡田は「改革法案が審議中で、そういう微妙な時期に悪影響を与えてはいけない」としてパーティーの中止を発表した[20]。

### ジェンダー
- 選択的夫婦別姓制度の導入について、2021年のアンケートで「賛成」と回答[13]。
- 同性婚を可能とする法改正について、2021年のアンケートで「どちらかといえば賛成」と回答[14]。「同性婚を制度として認めるべきだと考えるか」との同年の毎日新聞社のアンケートに対し、選択肢以外の回答をした[15]。
- 「LGBTなど性的少数者をめぐる理解増進法案を早期に成立させるべきか」との問題提起に対し、「賛成」と回答[13]。
- クオータ制の導入について、2021年のアンケートで「賛成」と回答[14]。

### その他
- 「原子力発電への依存度について今後どうするべきか」との問題提起に対し、2021年のアンケートで「下げるべき」と回答[14]。
- 新型コロナウイルス対策として、消費税率の一時的な引き下げについて問われた際、回答しなかった[14]。
- 森友学園への国有地売却をめぐる公文書改竄問題で、2021年5月6日、国は「赤木ファイル」の存在を初めて認めた[21]。しかし5月13日、菅義偉首相はファイルの存在を踏まえた再調査を行わない考えを報道各社に書面で示した[22]。9月の自民党総裁選挙で総裁に選出された岸田文雄も10月11日、衆議院本会議の代表質問で再調査の実施を否定した[23]。国の対応をどう考えるかとの同年の毎日新聞社のアンケートに対し「さらに調査や説明をすべき」と回答[15]。

## 選挙
| 当落 | 選挙                   | 執行日         | 選挙区      | 政党       | 得票数     | 得票率 | 定数 | 得票順位 /候補者数 | 政党内比例順位 /政党当選者数 |
| ---- | ---------------------- | -------------- | ----------- | ---------- | ---------- | ------ | ---- | ------------------ | ---------------------------- |
| 当   | 第49回衆議院議員総選挙 | 2021年10月31日 | 千葉県第8区 | 立憲民主党 | 13万5125票 | 59.65% | 1    | 1/3                | /                            |
| 当   | 第50回衆議院議員総選挙 | 2024年10月27日 | 千葉県第8区 | 立憲民主党 | 7万8678票  | 42.93% | 1    | 1/5                | /                            |